# Toshio Iwatani
Toshio Iwatani (jap. 岩谷 俊夫 Iwatani Toshio; ur. 24 października 1925, zm. 1 marca 1970) – japoński piłkarz, reprezentant kraju.

## Kariera klubowa
Jako piłkarz grał w klubie Osaka SC.

## Kariera reprezentacyjna
W reprezentacji Japonii zadebiutował 7 marca 1951 w meczu przeciwko reprezentacji Iranu. W reprezentacji Japonii występował w latach 1951–1956. W sumie w reprezentacji wystąpił w 8 spotkaniach.

## Statystyki
| Reprezentacja Japonii | Reprezentacja Japonii | Reprezentacja Japonii |
| Rok                   | Mecze                 | Gole                  |
| --------------------- | --------------------- | --------------------- |
| 1951                  | 3                     | 2                     |
| 1952                  | 0                     | 0                     |
| 1953                  | 0                     | 0                     |
| 1954                  | 2                     | 2                     |
| 1955                  | 2                     | 0                     |
| 1956                  | 1                     | 0                     |
| Razem                 | 8                     | 4                     |